# Amakusanthura pori
Amakusanthura pori är en kräftdjursart som först beskrevs av Johann-Wolfgang Wägele 1981.  Amakusanthura pori ingår i släktet Amakusanthura och familjen Anthuridae. Inga underarter finns listade i Catalogue of Life.